# Macquaria
Genre
Le genre Macquaria regroupe des poissons carnassiers australiens de taille moyenne de la famille des Percichthyidae. Le genre résulte de la fusion des anciens genres "Plectotripes" et "Macquaria" (espèces trouvées dans le système fluvial Murray-Darling) et des "Percalates" (espèces des côtes est). Par suite le genre Macquaria abrite les deux espèces de perches originaires du bassin de la Murray-Darling: la "perche dorée" (Macquaria ambigua) et la "perche Macquarie" (Macquaria australasica) — et les deux espèces de perches catadromes des rivières de la côte est australienne: le "bar australien" (Macquaria novemaculeata) et la "perche d'estuaire" (Macquaria colonorum). De récentes recherches génétiques suggèrent que ces deux dernières espèces forment un genre à part ce qui devrait permettre la résurrection du genre Percalates.

## Liste des espèces
- Macquaria ambigua (Richardson, 1845)
- Macquaria australasica Cuvier in Cuvier et Valenciennes, 1830
- Macquaria colonorum (Günther, 1863)
- Macquaria novemaculeata (Steindachner, 1866)